# Саїманга сіроголова
Саїманга сіроголова (Deleornis axillaris) — вид горобцеподібних птахів родини нектаркових (Nectariniidae). Мешкає в Центральній Африці. Сіроголова саїманга раніше вважалася підвидом оливкової саїманги.

## Поширення і екологія
Оливкові саїманги поширені в Республіці Конго, Демократичній Республіці Конго, Уганді і Танзанії. Живуть в рівнинних тропічних лісах. Зустрічаються на висоті від 700 до 1550 м над рівнем моря.